# 소피아 공항
소피아 공항(Sofia Airport, IATA: SOF, ICAO: LBSF, 브르타뉴어: Летище София, Letishte Sofiya)은 불가리아의 국제 공항으로, 소피아 중심부에서 동쪽으로 10킬로미터 지점에 위치해 있다. 1937년 9월 16일 개항했으며, 2019년 이 공항의 승객 수는 처음으로 700만 명을 넘어섰다.